# 马衙镇
马衙镇是安徽省池州市贵池区曾经下辖的一个镇，驻地在池州城区东方14公里的滨河社区。九华天池风景区位于境内。马衙镇已于2007年撤销，辖区划归马衙街道办事处。

## 历史
民国34年（1945年）设立马衙乡。1958年9月，贵池县推行人民公社化运动，马衙乡改为马衙公社。1977年设立“马衙工委”（区级），1978年撤销。1984年贵池县废人民公社体制，开始设区建乡体制改革，马衙公社更名为马衙乡，属于观前区。1992年贵池市撤区并乡，撤销马衙乡，设立马衙镇。2007年2月，马衙镇撤销，设立马衙街道。

## 地理
马衙镇位于贵池区（时称贵池市）中东部，东依墩上镇、观前镇，南邻解放乡，西接里山乡 (池州市)，北临江口乡 (池州市)、梅龙镇。马衙镇总面积117.0平方千米，南部是山区，最高峰太朴山高692米，同时也是池州电视台发射塔所在地；北部是丘陵地带，常受洪涝灾害。
马衙镇属于亚热带季风气候。2000年，全镇有耕地25989亩，其中水田23430亩，旱地2559亩，盛产水稻、小麦、油菜等农作物；森林面积87993.2亩，全镇森林覆盖率30%。1990年产粮占全县产量的13.5%。

## 行政区划
马衙镇下辖以下地区：
滨河社区、灵芝村、金山村、保丰村、马衙村、四岭村、岱岭村、童铺村、大路村、南星村、碧山村、峡山村、杨安村、百梁村、泥河村、枫岭村和茶山村。